# Ashgill
Ashgill är en by i South Lanarkshire i Skottland. Byn är belägen 53,7 km 
från Edinburgh. Orten har 1 460 invånare (2016).